# Das Marsprojekt (Roman)
Das Marsprojekt ist eine fünfteilige Science-Fiction-Romanreihe von Andreas Eschbach. Die Pentalogie beginnt mit dem 2001 erschienenen Marsprojekt-Roman, der nun unter dem Titel Das ferne Leuchten als erster Band der Reihe geführt wird.

## Handlung
Der Roman beginnt im Jahr 2086. Hauptakteure sind die Marskinder, die Geschwister Elinn und Carl Faggan sowie Ariana DeJones und Ronny Penderton. Ab dem zweiten Teil kommt noch Urs Pigrato dazu.
Die Pentalogie besteht aus den Teilen Das ferne Leuchten, Die blauen Türme, Die gläsernen Höhlen, Die steinernen Schatten sowie Die schlafenden Hüter. Eine 2009 erschienene Kurzgeschichte unter dem Titel Gibt es Leben auf dem Mars oder Das Marsprojekt – der flüsternde Sturm ergänzt die Reihe als Prequel.

### Der flüsternde Sturm
Ungefähr ein Jahr vor der Handlung der eigentlichen Romanreihe wird auf der Marskolonie ein verunglückter Marsforscher bestattet. Da befürchtet wird, dass dies von der Erdregierung zum Anlass genommen werden könnte, die Marssiedlung stärker zu reglementieren, wird den Marskindern aus Sicherheitsgründen verboten, sich weiterhin in Raumanzügen außerhalb der Station aufzuhalten. Während des erzwungenen „Hausarrests“ erblickt Elinn von der Beobachtungswarte aus eine seltsame Bewegung außerhalb der Station, die sie als Marsianer deutet. Mit Ronny nutzt sie erstmals die vom Stationscomputer nicht kontrollierte Ausstiegsluke des alten Stationsmoduls und gerät durch einen Sandsturm in Gefahr. Sie kann gerettet werden, und die Beobachtung erweist sich als wertvolle Entdeckung. Was Elinn gesehen hat, ist eine alte Marssonde, die 50 Jahre ohne Kontakt zur Erde auf dem Mars unterwegs war und nun wertvolle Erkenntnisse offenbart. Leider hat inzwischen die Erdregierung entschieden, einen Statthalter zu entsenden.

### Das ferne Leuchten
Ariana, Ronny, Carl und Elinn leben auf dem Mars. Ariana, Carl und Elinn sind auch dort geboren. Aus Kostengründen soll die Marsstation im Jahr 2086 geschlossen werden und alle Marssiedler müssen zur Erde zurückkehren. Vor allem Elinn setzt sich vehement dafür ein, auf dem Mars bleiben zu können, da sie aus medizinischen Gründen auf der Erde nicht überleben könnte. Die vermeintliche Lösung soll ein dauerhafter Aufenthalt von Elinn auf einer Raumstation im Erdorbit werden. Als die Vorbereitungen zur Stilllegung der Forschungsstation bereits auf Hochtouren laufen, wollen die vier Kinder auf eigene Faust eine Expedition zu einer Felsformation starten, die Elinn aufgrund von ihr immer wieder gefundener Artefakte glaubt identifiziert zu haben. Sie entwenden heimlich ein Flugzeug und fliegen zu dieser Löwenkopf genannten Felsformation, wo sie aus Versehen mit ihrem Artefakt zwei blaue Türme entstehen lassen, die aus dem Boden herausgefahren kommen. Nach dieser mysteriösen Entdeckung ist die Schließung der Station kein Thema mehr.

### Die blauen Türme
Urs Pigrato, der Sohn von Statthalter Tom Pigrato, kommt mit seiner Mutter auf den Mars. Die bisherigen Marskinder gehen ihm aus dem Weg, weil sie befürchten, dass er ihre Geheimnisse an seinen Vater ausplaudern könnte. Elinn findet wieder ein Artefakt. Da auf diesem „Urs“ geschrieben steht, glaubt sie, es sei der Wille der Marsianer, dass Urs nicht weiter ausgegrenzt wird.
Urs fährt mit Jurij Glenkow zum Fusionsreaktor südlich der Marsstation. Auf der Rückfahrt wird Jurij plötzlich bewusstlos. Urs gelingt es im letzten Moment, das Fahrzeug zu stoppen. Über ein Notrufsystem erreicht er Ariana, die sich als einzige in der Krankenstation befindet. Sie holt Urs und Jurij mit einem anderen Fahrzeug in die Marsstation zurück. Es stellt sich heraus, dass der Diabetiker Jurij eine Überdosis Insulin erhalten hat, weil jemand ein medizinisches Gerät vertauscht hat. Da Urs den Täter beim Betreten der Krankenstation beobachtet hat, wird er von diesem hinter eine Wandverkleidung eingesperrt, damit er dort verdurstet. Er kann sich jedoch bemerkbar machen und wird befreit. Der Täter wird festgenommen. Er ist Mitglied der Heimwärtsbewegung, die gegen die Besiedlung des Mars kämpft. Er hatte bereits zuvor die Station der Asiatischen Allianz mit Schimmelpilz kontaminiert und nun den zweiten, nördlich gelegenen Fusionsreaktor mit Sprengstoff und einem Zeitzünder versehen. Er kann rechtzeitig deaktiviert werden.
Zum Schluss finden auch Ariana und Urs ein Artefakt. Auf diesem steht „Elinn“.

### Die gläsernen Höhlen
Ariana und Urs verlieben sich ineinander.
Neben den zwei blauen Türmen taucht ein dritter auf. Er dreht sich wie die anderen um die eigene Achse. Die Drehgeschwindigkeit nimmt aber ab, und am nächsten Tag stoppt die Bewegung. Im gleichen Moment verändert sich das Aussehen des Turms.
Die Wissenschaftler entdecken mit einem Satelliten ein System von Gängen unter der Marsoberfläche, die an einer Stelle, dem sogenannten Mäusenest, zusammenlaufen. Dieses Mäusenest möchten sie mit einer Expedition, der ersten seit dem Verschwinden von Carls Vater, auskundschaften. Carl darf die Expedition begleiten.
Elinn findet wieder ein Artefakt. Auf diesem steht „Curly“. Auf der Marsstation gab es nie jemanden mit diesem Namen. Es wird festgestellt, dass vor jedem Auftauchen eines neuen Artefakts die Stromversorgung in der Station schwankt. Außerdem sind einige Stromkabel plötzlich von einer blauen Glasschicht umgeben, ähnlich jener, aus der die blauen Türme bestehen. Ein Stück dieser Substanz soll im Labor untersucht werden. Dort beginnt das Material jedoch zu leuchten, frisst sich durch den Boden und verschwindet in den Gängen unter der Marsoberfläche.
Während die Wissenschaftler das Mäusenest untersuchen, entdecken Carl und der Journalist Wim Van Leer eine Höhle, die durch eine Glasschicht verschlossen ist. Carl unternimmt allein weitere Erkundungen. Plötzlich kommt ein Sandsturm auf. Carl verliert die Orientierung und droht zu ersticken. Er entdeckt ein Artefakt, auf dem „Carl“ steht. Mit diesem Artefakt in der Hand gelingt es ihm, die Glasschicht vor der Höhle zu durchdringen. Glassperren im Innern der Höhle kann er ebenfalls nur durchschreiten, wenn er das Artefakt festhält. Er kommt in einen Raum, in dem Lebewesen liegen, die aussehen wie drei Meter große Heuschrecken. Sie scheinen zu schlafen. Roboter tauchen auf und verfolgen Carl. Er kann ihnen entkommen und die Höhle verlassen. Er tritt jedoch nicht aus der Höhle im Mäusenest, sondern aus dem fünftausend Kilometer entfernten dritten Turm.
Später kommt wieder ein Turm zum Stillstand. Darin wird eine fremdartige Landschaft sichtbar.

### Die steinernen Schatten
Um der Heimwärtsbewegung keine neuen Argumente zu liefern und eine Panik auf der Erde zu vermeiden, verordnet Statthalter Pigrato, dass die Raumfahrtbehörde auf der Erde vorläufig nicht über die jüngsten Ereignisse informiert wird.
Elinn begibt sich heimlich zum Turm, in dem die Landschaft sichtbar ist. Dank des Artefaktes kann sie die Turmwand durchdringen. Auf der anderen Seite bricht sie zusammen, weil dort die Schwerkraft viel höher ist als auf dem Mars. Die von Carl alarmierten Erwachsenen können die Wand nicht durchdringen. Hingegen gelingt dies Carl und Urs, als sie die Artefakte mit ihren Namen halten. Von der anderen Seite her sehen sie den Durchgang nicht mehr. Die drei Kinder erkunden den fremden Planeten und stoßen nach einer anstrengenden Suche auf einen Wegweiser. Sie stellen fest, dass sie auf der Erde sind, in Kenia, nahe der „Wiege der Menschheit“.
Das von den Kindern entwendete Flugzeug befindet sich noch immer bei den Türmen. Die Erwachsenen können es nur mit Hilfe eines Katapults bei der asiatischen Station starten. Anders Ronny, der am Flugsimulator Erfahrung gesammelt hat. Auf dem Flug verschwindet er vorübergehend vom Radar, und er selber sieht nicht mehr die gewohnte Marsoberfläche, sondern eine bewohnte Marsstadt, die von einem Raumschiff zerstört wird.
Carl versucht, mit der Erdregierung Kontakt aufzunehmen. Da die Zentrale von Anhängern der Heimwärtsbewegung unterwandert ist, werden seine Anrufe nicht weitergeleitet. Darauf wendet er sich an Yules Whitehead, einen reichen und weltraumbegeisterten Industriellen. Die Regierung erfährt schließlich von Tom Pigrato, dass sich die drei Kinder auf der Erde befinden. Die bis dahin von Pigrato verordnete Nachrichtensperre wird als Kompetenzüberschreitung betrachtet. Er wird seines Amtes enthoben und durch Yin Chi, den ehemaligen Leiter der Marsstation der Asiatischen Allianz, ersetzt.
Elinn verträgt die Schwerkraft der Erde nicht. Da der Mars im Moment von der Erde zu weit entfernt ist, soll sie vorübergehend in einer Raumstation leben. Auf dem Weg zu einer weiteren ärztlichen Untersuchung Ellinns werden die drei Kinder von der Heimwärtsbewegung entführt. Schon bald werden sie aber von Whiteheads Bodyguards befreit, zum Flughafen gefahren, zu einem Trägerflugzeug geflogen und schließlich auf Whiteheads Raumstation gebracht. Whiteheads Firma verfügt über den Prototyp eines neuen, sehr schnellen Raumschiffs. Mit diesem will er sofort zum Mars fliegen, um dabei zu sein, wenn der dritte Turm zum Stillstand kommt. Die Kinder dürfen ihn begleiten.
Vom Mond aus werden drei unbekannte Raumschiffe beobachtet, die sich ebenfalls Richtung Mars bewegen.

### Die schlafenden Hüter
Yules Whitehead hält den Flug zum Mars geheim. Deshalb müssen die Kinder ihren Angehörigen gegenüber in den E-Mails vorgaukeln, sie befänden sich immer noch auf der Raumstation.
AI-20, die künstliche Intelligenz der Marsstation, wird mit einem von der Erde gelieferten Programm rekalibriert. Darauf ändert sie ihr Verhalten. Unter anderem mahnt sie die Kinder viel strenger als bisher, ihren Lernrückstand aufzuholen.
Auf der Erde wird in der Nähe des Sternentores, durch das die Kinder vom Mars auf die Erde kamen, ein getötetes Wesen entdeckt, das vor einer Million Jahre gelebt hat und einem Teddybären gleicht. Es ist von dem Material umgeben, aus dem die Türme auf dem Mars bestehen. Zuvor schon hat man in der gleichen Gegend die ebenso alten Umrisse eines jener heuschreckenähnlichen Wesen entdeckt, denen Carl begegnet ist.
Christine Faggan, die Mutter von Carl und Elinn, erfährt zufällig, dass auf einem der Artefakte „Curly“ steht. Dies ist der Kosename, mit dem sie ihr Mann, James Faggan, gelegentlich ansprach. Sie glaubt, dass ihr Mann noch lebt und mit dem Artefakt auf sich aufmerksam machen will.
Auf der Vergrößerung eines Fotos, das Carl von dem Raum mit den heuschreckenähnlichen Wesen gemacht hat, ist ein menschlicher Fuß zu sehen. Daraufhin startet man einen Shuttleflug zu den Höhlen beim Mäusenest. Dort entdeckt Ariana ein Artefakt, auf dem ihr Name steht. Zusammen mit Christine Faggan betritt sie die Höhle und findet James Faggan in einem Sarkophag neben den schlafenden Außerirdischen. Er lebt und kann aus dem Sarkophag befreit werden. Die Roboter der Außerirdischen hatten ihn vor einem Sandsturm gerettet und in das Lebenserhaltungssystem gesteckt, in dem sich auch die Heuschreckenwesen befinden. In seinem Zustand des Halbschlafs produzierte James Faggan mit Hilfe der außerirdischen Technologie die Artefakte. Mr. Faggan erzählt, dass die Heuschreckenwesen die Menschen von den Teddybärenwesen befreit hätten, die es auf eine chemische Substanz in den menschlichen Hirnen abgesehen hatten. Bei diesem Kampf hatten die Heuschreckenwesen ihre eigene Marsstadt vernichten müssen und den aus Sternentoren bestehenden Kontakt zu ihrer Heimat verloren. Sie hatten sich in das Lebenserhaltungssystem zurückgezogen in der Hoffnung, irgendwann von ihren Artgenossen zurückgeholt zu werden.
Bei den drei unbekannten Raumschiffen, die sich vom Mond zum Mars bewegen, handelt es sich um von der Heimwärtsbewegung gekaperte Patrouillenschiffe. Die Terroristen erreichen den Mars und erobern die Marsstation, wobei sie von der künstlichen Intelligenz unterstützt werden, die mit dem eingeschmuggelten Programm rekalibriert worden ist. Yin Chi und Wim Van Leer gelingt es, von den Terroristen unbemerkt Warnungen an die Expeditionsteilnehmer um Christine Faggan, Tom Pigrato und Ariana zu senden. Das Shuttle kehrt zur Marsstation zurück, aber Tom Pigrato und Ariana verlassen es, bevor die Terroristen kommen. Die beiden starten die Einspielung des Back-ups von AI-20, worauf diese den Marssiedlern gegenüber wieder freundlich gesinnt ist und die meisten Terroristen in den Räumen einsperrt, in denen sie sich gerade befinden. Zwei von ihnen, die Pigrato und Ariana an der Einspielung hindern wollen, werden von Ariana mit einer Jiu-Jitsu-Einlage überwältigt. Weitere Terroristen, die sich nicht im Innern der Station befunden haben, können zwei Geiseln nehmen, darunter Christine Faggan, und mit dem Shuttle zu den Türmen fliegen. Sie wollen diese mit zwei gestohlenen Atombomben sprengen.
Whitehead und die drei Kinder landen auf dem Mars. Elinn gelingt es, mit dem Artefakt, auf dem der Löwenkopf abgebildet ist, die Außerirdischen aufzuwecken. Die Terroristen werden von den Außerirdischen überrascht und von Whiteheads Leuten überwältigt. Dem Anführer der Terroristen gelingt es, sich zu befreien und die Atombomben zu zünden. Die Außerirdischen schirmen die anwesenden Menschen ab und nutzen die Energie der Explosion, um das Sternentor zu aktivieren und heimzukehren. Auf Wunsch von Ariana lassen sie das Sternentor zwischen Mars und Erde offen.
Die Außerirdischen lassen die großen blauen Türme zurück, die als Sternentore fungieren. Sie erwarten, dass die Menschen die nötigen Gesetzmäßigkeiten erforschen, um in ferner Zukunft die Sternentore benutzen und so auch interstellare Reisen realisieren zu können, und sie freuen sich auf den Gegenbesuch auf ihrem Planeten.

## Figuren
Die Marskinder
(nach Alter)

### Carl
Carl Faggan, Bruder von Elinn und Sohn von James und Christine Faggan, wurde am 4. August 2071 als erster Mensch auf dem Mars geboren. Er ist damit auch das älteste der Marskinder, außerdem fühlt er sich für seine kleine Schwester Elinn verantwortlich, erst recht, seit der Vater der beiden Geschwister, James Faggan, auf der Cydonia-Expedition verschollen ist.
Er ist so etwas wie der Anführer der Marskinder und sieht sich mit dem Auftauchen des etwa gleichaltrigen Urs Pigrato im 2. Teil der Saga in dieser Rolle bedroht. Deshalb begegnet er dem Neuankömmling anfangs sehr kühl. Im Laufe des zweiten Bandes verbessert sich das Verhältnis zwischen ihm und Urs jedoch und Carl kann ihn später als vollwertiges Mitglied der Marskinder akzeptieren.
Carls großer Traum ist seit seiner Kindheit, einmal ein großer Planetenforscher zu werden. Im dritten Band der Pentalogie gerät dieser Traum durch Interviews mit dem Reporter Wim van Leer jedoch ins Wanken. Dieser hinterfragt seinen Traum kritisch: Carl tue doch nichts dafür, sondern belasse es bei Hoffnungen und Wünschen. Angetrieben von diesen Vorwürfen entscheidet sich Carl den wissenschaftlichen Leiter der Areologie, Dr. Spencer, zu fragen, ob er an der nächsten Expedition teilnehmen dürfe. Dr.Spencer stimmt zu Carls Überraschung zu.

### Ariana
Ariana DeJones ist die Tochter des Arztes Dr. DeJones. Sie ist das sportlichste aller Marskinder und kann darüber hinaus auch Jiu Jitsu und Karate. Da ihre Eltern getrennt leben, ihre Mutter auf der Erde, ihr Vater auf dem Mars, wächst in ihr im Laufe der Zeit der Wunsch, auf die Erde zu gehen. Das ändert sich mit dem Erscheinen von Urs Pigrato. Ariana und der Sohn des Statthalters werden im Laufe des dritten Bandes ein Paar.

### Urs
Urs Pigrato ist der Sohn des Statthalters auf dem Mars und zieht erst im Jahr 2087 (Tl. 2 Die blauen Türme) zusammen mit seiner Mutter auf den Mars nach. Er ist polyglott: Seine Muttersprache ist Französisch, er ist in seiner Familie aber auch mit Italienisch und Deutsch aufgewachsen. In der Schule lernt er Englisch, spricht dort aber „Globo“. Außerdem kann er ein paar Worte Russisch. Er verliebt sich im Laufe des dritten Bandes in Ariana DeJones und die beiden werden ein Paar.

### Elinn
Elinn Faggan ist die Schwester von Carl und Tochter von James und Christine Faggan.

Aufgrund ihrer Frühgeburt hat sich unter der verminderten Gravitation des Mars ein Krankheitsbild entwickelt, welches unter der Erdgravitation zum baldigen Ersticken führen würde.

Sie wird immerzu von einem Leuchten angezogen (Titel des ersten Teils), was sie einmal beinahe das Leben kostet, da ihr Sauerstoff fast verbraucht ist, als sie sich zu weit von der Marsstation entfernt. Nach jedem Leuchten findet sie Artefakte, welche von den Wissenschaftlern als natürlich entstandener vulkanischer Auswurf mit Zufallsmustern abgetan werden.

### Ronny
Ronny Penderton (eigentlich Ronald Penderton) ist das jüngste der Marskinder und, im Gegensatz zu Ariana, Elinn und Carl, auch nicht auf dem Mars geboren. Er hegt seit jüngster Kindheit ein ausgesprochenes Faible für Flugmaschinen aller Art. Oft vernachlässigt er seine Schullektionen, um im Simulator verschiedenste Flugzeuge zu fliegen.
Im ersten Band der Reihe entführt er zusammen mit den anderen Marskindern das Marsflugzeug der Asiatischen Station und fliegt damit zur Löwenkopfformation. Im zweiten Band wird ihm für diesen Flug die Ehrenmitgliedschaft im Internationalen Verband der Motorflieger verliehen, für den ersten Flug eines Menschen auf einem anderen Planeten.
Ronny versteht sich allerdings von den anderen Marskindern oft missverstanden. Seine wenigen Witze kommen bei den anderen nicht an und aus Diskussionen hält er sich meistens vollständig heraus. Am besten versteht er sich noch mit Elinn, aber eher, weil die beiden als Jüngste gegen die Älteren bestehen müssen.
Andere Charaktere

### AI-20
AI-20 ist die Künstliche Intelligenz der Marssiedlung. Neben der Steuerung der Station hat sie auch dafür zu sorgen, dass die Kinder ihrem Unterricht nachgehen. Sie hat eine Persönlichkeit entwickelt, die von den Programmierern nicht vorgesehen war und schlägt sich des Öfteren auf die Seite der Kinder. Im fünften Teil wird sie rekalibriert, also in ihren Ursprungszustand zurückversetzt. Dies ist ein Manöver der Heimwärtsbewegung, der es so möglich wird, die Marssiedlung nach ihrem Überfall unter Kontrolle zu halten. Die Rekalibrierung wird später wieder rückgängig gemacht.

### Jurij Glenkow
Jurij Glenkow ist zuständig für die Sicherheit in den beiden Fusionsreaktoren. Er ist Diabetiker. Im zweiten Teil wird ein Anschlag auf ihn verübt, den er jedoch dank der gemeinsamen Hilfe von Ariana und Urs überlebt.

### Tom Pigrato
Tom Pigrato ist Statthalter der Erdregierung auf dem Mars. Zu Beginn ist er allgemein unbeliebt, da er lediglich seinen Dienst verrichtet und keine Sympathien für die Siedlung zeigt. Besonders schlecht ist er auf das Thema „Kinder auf dem Mars“ zu sprechen. Er zieht immer wieder Vergleiche mit der irdischen Forschungsstation in der Antarktis.

Sein Verhalten ändert sich aber im Lauf der Geschichte, ausgelöst durch den Nachzug seiner Familie von der Erde.

### Wim Van Leer
Wim Van Leer ist ein Reporter, der im Auftrag großer Nachrichtennetzwerke von den Entdeckungen auf dem Mars berichten soll. Er beherrscht einen von ihm selbst und einem Freund erfundenen Geheimcode, mit dem er unter anderem eine geheim gehaltene Pestepidemie in Shanghai öffentlich machte.

### Yules Whitehead
Yules Whitehead löste als junger Physiker das Problem der Kernfusion, das Patent machte ihn zum Multimilliardär. Er gilt als reichster Mann der Welt; unter anderem gehören wesentliche Firmen der Raumfahrtindustrie zu seinem Konzern. Er lebt unter anderem auf der Raumstation „MIR-3“.

### Dr. Spencer
Dr. Vernon Spencer ist der Leiter der areologischen Arbeiten in der Marsstation. Im dritten Teil leitet er eine Expedition zur Erforschung der sogenannten 'Mäusegänge'.

### Dr. DeJones
Dr. DeJones ist der Leiter der medizinischen Station. Er ist der Vater von Ariana und lebt getrennt von seiner Frau, die auf die Erde zurückgekehrt ist. Er ist allerdings nicht von ihr geschieden. Im dritten Band beginnt er sich der Sekretärin des Statthalters,
Cory McGee, zu nähern.

### Christine und James Faggan
Die Mutter der beiden Marskinder Carl und Elinn ist stellvertretende Bauleiterin auf den Mars und kümmert sich um die Pläne und den Ausbau der Siedlung. James Faggan, der unter anderem auch ein Studienkollege Tom Pigratos gewesen ist, war als Leiter der Marserforschung auch der Leiter einer Expedition, die die Cydonia-Region erforschen sollte. Die Truppe geriet in einen elektrischen Sandsturm und verschwand. Bevor er von Christine und Ariana in der Alienstation gefunden wurde, galt er acht Jahre lang als tot.

### Professor Jorge Caphurna
Professor Jorge Immanuel Caphurna wird nach dem Erscheinen der blauen Türme und Indizien auf marsianisches Leben als „Experte für außerirdisches Leben“ von der Erde eingeflogen. Er agiert stets unglücklich und uneffektiv. Seine Tätigkeit begrenzt sich auf akribische Messungen, die er genauestens protokolliert, sowie zweifelhafte Experimente. So zerstört Caphurna bei einem solchen Experiment eines der wertvollen Artefakte, ohne hierbei verwertbare Ergebnisse zu gewinnen. Er ist nie in der Lage, aus seinen Forschungen weitere richtige Schlussfolgerungen zu finden oder erforderliche Entscheidungen zu treffen. Er ist stets skeptisch gegenüber Ideen Anderer (besonders denen von Elinn und Carl) und behindert letztlich eher deren Forschungen. Am „Löwenkopf“ erkennt er, dass er überfordert ist und trotz aller seiner Forschungen zu wenig vom marsianischen Leben und seiner Technik verstanden hat, um in einer zeitkritischen Situation eine richtige Entscheidung zu fällen.

## Kulturelles

### Concentro
Concentro ist ein im Jahr 2055 erfundenes marsianisches Brettspiel für zwei bis sechs Spieler. Das Spielbrett ist inspiriert von der Innenstruktur nicht mehr benötigter Tankdeckel.
Die Spielidee besteht darin, dass die Spielfigur von einem äußeren Ring auf einem Startfeld über weitere konzentrische in Felder unterteilten Ringe als Erster im Zentrum angelangt ist. Hierbei wird gewürfelt, welcher Ring wie weit verschoben werden darf.
Bei strategisch guter Wahl der Verschiebung gemäß den Würfel-Regeln lassen sich „Leitern“ bilden, mit denen die Spielfigur offenbar mehrere Ringe in einem Spielzug nach innen wandern lassen, wobei man gleichzeitig solche Leitern der anderen Mitspieler unterbrechen sollte.

### Kaffba
Kaffba ist ein Getränk, welches als Wahrzeichen der marsianischen Siedlung gilt. Es hat eine milchbraune Farbe, ohne auch nur einen Tropfen Milch zu enthalten, da es auf dem Mars keine Kühe gibt. Gebraut wird er aus geröstetem Getreide, Kakao und „einem halben Dutzend indischer Gewürze“. Es hieß, der Geschmack von Kaffba sei unvergleichlich und kein irdischer Kaffba schmecke so gut wie jener vom Mars.

## Orte

### Die Marsstation
Die Marsstation ist ein weitestgehend unter der Oberfläche angelegter Komplex, der durch Treibhäuser mit Nahrungsmitteln versorgt wird. Den Strom liefern zwei außerhalb liegende Fusionsreaktoren.

#### Die obere Station
Die obere Station besteht aus fünf halbkreisförmig angeordneten Modulen, die mit Gängen verbunden sind. Die obere Station wurde in einem Krater gebaut, in den ein Zugang gesprengt wurde. Auf dem Vorplatz (Krater) werden die Marsrover abgestellt. Ein Modul hat drei Stockwerke, wobei das untere meist zur Schleuse ausgebaut ist – die Module 1, 3 und 5 verfügen jeweils über eine Schleuse (die Schleuse in Modul 3 ist nur eine Materialschleuse), bei den Modulen 2 und 4 ist sie geplant. Die Verbindungsgänge liegen auf der Hauptebene. Hinter den Modulen verläuft der sogenannte hintere Gang, der alle Module, mit Ausnahme von Nummer zwei, verbindet.
Der Unterrichtsraum der Marskinder befindet sich in Modul 2, in Modul 3 finden sich der Maschinenleitstand und die Hauptantennen.
Die Gänge zu den Treibhäusern, in denen der Großteil der Nahrung hergestellt wird, und zum Landegestell der Flugboote zweigen in Modul 5 vom hinteren Gang ab. In Modul 3 gibt es einen Aufzug und Treppen in die untere Station und in Modul 1 existiert eine allerdings kaum genutzte Aussichtskuppel.

#### Die untere Station
Der zentrale Ort der unteren Station ist der Plaza, an dem die Sonntagabendfeste stattfinden. Aufzug und Treppe, die obere und untere Station verbinden, münden auf den Plaza. In der Mitte des Platzes steht ein Springbrunnen. Vom Plaza führen drei Gänge ab: die Main Street, ein zweistöckiger Gang mit Galerie, der zu den Wohn- und Aufenthaltsräumen führt, ein Gang zu den Werkstätten und Lagerräumen und ein Gang zu den Labors.
Die Ärztewohnung liegt auf halber Höhe einer Treppe, die in das fünfte Modul führt. Dies sollte für den Arzt eine schnellere Möglichkeit darstellen, zu den Flugbooten zu gelangen, was jedoch ein Trugschluss war, denn tagsüber ist der Arzt meist in der Krankenstation.

#### Die alte Station
Die alte Station besteht aus eingegrabenen Treibstofftanks, in denen die Mitglieder der ersten Marsexpedition auf ihre Rückkehr warteten. Offiziell wurde sie bei Bauarbeiten zerstört. Die Marskinder haben herausgefunden, dass sie noch existiert und nutzen sie nun als Geheimversteck. Die alte Station hat eine eigene Schleuse, die nicht von AI-20 überwacht wird. Die Marskinder nutzen sie, um unerlaubte Unternehmungen zu realisieren.

### Point Armstrong
Am Point Armstrong feiern die Marssiedler traditionell den Beginn eines Marsjahres. In Druckzelten werden mitgebrachte Speisen verzehrt und es wird gemeinsam gefeiert. Point Armstrong ist ca. 30–40 km von der Marssiedlung entfernt, die Fahrt dauert etwas länger als eine Stunde.

### Station der Asiatischen Allianz
Die Station der Asiatischen Allianz besteht aus zwei miteinander verbundenen Kuppeln. Ihre Besatzung zählt zehn Personen. Da die Station nicht über Treibhäuser verfügt, müssen sämtliche Nahrungsmittel von der Erde importiert werden. Die Entfernung von der Marssiedlung beträgt rund 180 km.

## Ausgaben
Ursprünglich erschien der Roman im Jahr 2001 unter dem Titel Das Marsprojekt im Arena Verlag. Der Lübbe-Verlag brachte 2004 dann die Taschenbuchausgabe heraus. Nach dem Erscheinen der Fortsetzungen wurde das ursprüngliche Marsprojekt als Band 1 der Reihe unter dem Titel Das ferne Leuchten neu aufgelegt. Alle fünf Teile sind in gebundener Form beim Arena-Verlag erschienen.

Als Hörbuchausgaben erschienen nur die einzelnen Teile. Der Roman selbst erschien nicht als Hörbuch. Teil 5 erscheint am 23. Oktober 2020. Die Teile 1 und 2 sind auch in einer gekürzten Fassung erhältlich.
| Titel                           | Gebundene Ausgabe           | Taschenbuchausgabe          | Hörbuchausgabe              |
| ------------------------------- | --------------------------- | --------------------------- | --------------------------- |
| Das Marsprojekt                 | 2001 ISBN 978-3-401-05111-6 | 2002 ISBN 978-3-401-02814-9 | keine                       |
| Band 1: Das ferne Leuchten      | 2005 ISBN 978-3-401-05749-1 | 2004 ISBN 978-3-404-24332-7 | 2008 ISBN 978-3-7857-3603-6 |
| Band 2: Die blauen Türme        | 2005 ISBN 978-3-401-05770-5 | 2010 ISBN 978-3-404-24389-1 | 2008 ISBN 978-3-7857-3668-5 |
| Band 3: Die gläsernen Höhlen    | 2006 ISBN 978-3-401-05867-2 | 2010 ISBN 978-3-404-24391-4 | 2020 ISBN 978-3-8387-9525-6 |
| Band 4: Die steinernen Schatten | 2007 ISBN 978-3-401-06060-6 | 2010 ISBN 978-3-404-24395-2 | 2020 ISBN 978-3-8387-9526-3 |
| Band 5: Die schlafenden Hüter   | 2008 ISBN 978-3-401-06061-3 | 2011 ISBN 978-3-404-20235-5 | 2020 ISBN 978-3-8387-9527-0 |
| Der flüsternde Sturm (Prequel)  | keine                       | 2009 ISBN 978-3-401-06366-9 | keine                       |

## Verfilmung
Unter der Regie von Patrick Tatopoulos entsteht derzeit eine Verfilmung der Romanreihe in Form einer Serie. Die erste Staffel soll acht 52-minütige Folgen umfassen. Die Drehbücher schrieb Maxime Crupaux, produziert wird das Projekt von Youngfilms und Wild Bunch TV.

## Trivia
- Die Raumstation McAuliffe ist nach Christa McAuliffe benannt, die im Rahmen des Teacher-in-Space-Programms mit dem Space-Shuttle Challenger in den Weltraum fliegen sollte. McAuliffe kam bei der Explosion des Shuttles ums Leben.
- Verschiedene Raumschiffe sind nach Persönlichkeiten der Weltgeschichte benannt, so die Martin Luther King, die Mahatma Gandhi, die Juri Gagarin, die Sigmund Jähn, die Tereschkowa oder die Yang Liwei.